# John Graff
John Graff, född 22 augusti 1955 i Sarpsborg, är en svensk-norsk vissångare. Under senare delen 1970-talet och i början av 80-talet, turnerade Graff flitigt i Skandinavien. 1980 skivdebuterade han med LP:n Visjon & Virkelighet, enbart med egna sånger. Skivan spelades in i Sverige och Norge med musiker från bägge länder. 1981 producerades skivan Galeas, den här gången helt på svenska. Musiker hämtades bland annat från Oslo Symfoniorkester.
Graff turnerade bland annat med Fred Åkerström och Trio CMB och deltog även vid den stora AMS-galan på Gröna Lund 1979, inför 25 000 personer. På senare år har Graff fortsatt att spela, både i band-sammanhang och som ensam trubadur.

## Turnéer
- 1977 – Sverige, totalt ca 100 spelningar, varav ca 30 i Visby.
- 1978 – Sverige, totalt ca 120 spelningar.
- 1978 – AMS-galan på Gröna Lund.
- 1979 – Sverige och Norge, totalt ca 100 spelningar.
- 1980 –	Norge och Sverige, drygt 100 spelningar.
- 1981 –	Norge och Sverige, ca 50 spelningar.
- 1982 –	Sverige, ca 30 spelningar.

## Produktioner
- 1980 – Visjon & Virkelighet (studioalbum)
- 1980 – Visjon & Virkelighet (vishäfte, Warner Bros.)
- 1982 – Galeas (studioalbum)
- 2015 – Bruk av ord (studioalbum)[1]

## Framgångslåtar
- 1980–1981: Låten "Solidaritet" på kantonesiska, erövrar första platsen på hitlistan i Hongkong med en lokal sångerska och Filharmonikerna i Hongkong. Erik Benettsson har äran av den harmoniska melodin.
- 1981: Låten "En far som venn" blir signaturmelodi i belgisk familje-TV.